# Western States 100-Mile Endurance Run
La Western States Endurance Run, communément dénommée Western States 100, est un ultramarathon de 100 miles (161 kilomètres) qui prend place dans la Sierra Nevada en Californie chaque année, le dernier week-end du mois de juin. L’épreuve a été fondée après qu'un concurrent décide de rallier en courant l'arrivée d'une course équestre qui empruntait un parcours similaire. Le premier parcours à pied est effectué en 1974 et la première édition officielle a lieu en 1977. 
Cette course est l'un des principaux événements d'ultramarathon dans l'histoire et sa création est considérée comme l'un des événements fondateurs de la discipline. Elle est l'un des quatre monuments de l'ultra-trail avec la Hardrock 100, l’Ultra-Trail du Mont-Blanc et le Grand Raid de la Réunion et est notamment sur le circuit mondial de l'Ultra-Trail World Tour depuis 2014.
L'édition 2020, tant masculine que féminine, initialement prévue le 27 juin, est annulée par le comité d'organisation de l'épreuve, le 24 avril, en raison de la pandémie de maladie à coronavirus.

## Histoire

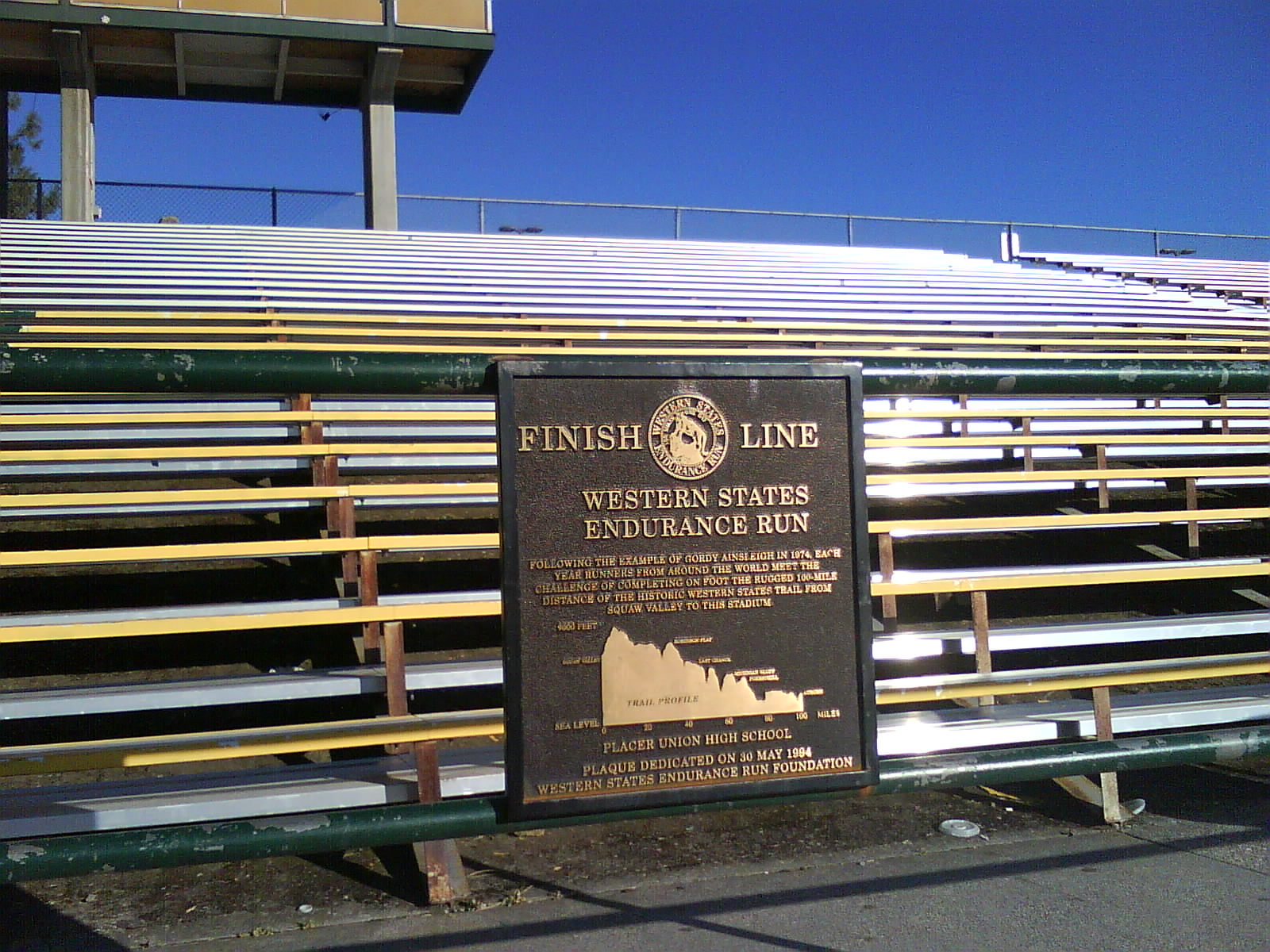
La ligne d'arrivée de l'épreuve

Depuis 1955 une course équestre de 100 miles nommée Western States Trail Ride était organisée entre Tahoe City et Auburn à travers la Sierra Nevada. L'origine de cette course est due à l'initiative de Gordy Ainsleigh. Celui-ci voulait prouver qu'il pouvait parcourir à pied plutôt qu'à cheval l'épreuve d'endurance équestre du Western States Trail Ride. Il est ainsi devenu en 1974 le premier homme à avoir parcouru les 100 miles de la course en 23 heures et 47 minutes. L'année suivante, un autre coureur relève le même défi mais il ne parvient pas à terminer le parcours. En 1976 un troisième coureur s'élance et franchit la ligne en dépassant de 30 minutes la limite des 24 heures. En 1977 une épreuve indépendante est créée et 14 coureurs prennent le départ.
La course compte parmi les plus prestigieuses épreuves d'Ultramarathon aux États-Unis avec la Vermont 100 Mile Endurance Run, la Wasatch Front 100 Mile Endurance Run et le Leadville Trail 100. Elle est au programme de l'Ultra-Trail World Tour depuis 2014.

## Parcours
La course se déroule sur 100,2 miles soit 161,3 kilomètres à travers la Sierra Nevada. Elle part de Squaw Valley pour terminer à Auburn.

## Résultats
| Édition | Date | Hommes | Hommes | Hommes | Femmes | Femmes | Femmes |
| ------- | ---- | --- | --- | --- | --- | --- | --- |
|         |      | Rang | Athlète | Temps | Rang | Athlète | Temps |
| 1re     | 1974 | 1er | Gordy Ainsleigh | 23 h 42 min 20 s | pas de concurrentes au départ | pas de concurrentes au départ | pas de concurrentes au départ |
| 2e      | 1975 | aucun concurrent n'a terminé | aucun concurrent n'a terminé | aucun concurrent n'a terminé | pas de concurrentes au départ | pas de concurrentes au départ | pas de concurrentes au départ |
| 3e      | 1976 | 1er | Ken Shirk | 24 h 30 min 00 s | pas de concurrentes au départ | pas de concurrentes au départ | pas de concurrentes au départ |
| 4e      | 1977 | 1er | Andy Gonzales | 22 h 57 min 00 s | pas de concurrentes au départ | pas de concurrentes au départ | pas de concurrentes au départ |
| 5e      | 1978 | 1er | Andy Gonzales | 18 h 50 min 00 s | 26e | Pat Smythe | 29 h 34 min 00 s |
| 6e      | 1979 | 1er | Mike Catlin | 16 h 11 min 56 s | 28e | Skip Swannack | 21 h 56 min 27 s |
| 7e      | 1980 | 1er | Mike Catlin | 18 h 35 min 42 s | 18e | Sally Edwards | 22 h 13 min 44 s |
| 8e      | 1981 | 1er | Jim Howard | 16 h 02 min 37 s | 8e | Bjorg Austrheim-Smith | 18 h 46 min 00 s |
| 9e      | 1982 | 1er | Jim King | 16 h 17 min 00 s | 7e | Bjorg Austrheim-Smith | 18 h 23 min 00 s |
| 10e     | 1983 | 1er | Jim Howard | 16 h 07 min 00 s | 13e | Bjorg Austrheim-Smith | 19 h 11 min 00 s |
| 11e     | 1984 | 1er | Jim King | 14 h 54 min 00 s | 26e | Judy Milkie-West | 20 h 04 min 00 s |
| 12e     | 1985 | 1er | Jim King | 16 h 02 min 44 s | 18e | Theresa Gerber | 20 h 30 min 03 s |
| 13e     | 1986 | 1er | Chuck Jones | 16 h 37 min 47 s | 16e | Kathy D'Onofrio-Wood | 20 h 58 min 16 s |
| 14e     | 1987 | 1er | Herb Tanzer | 17 h 41 min 06 s | 18e | Mary Hammes | 21 h 23 min 37 s |
| 15e     | 1988 | 1er | Brian Purcell | 16 h 24 min 00 s | 12e | Kathy D'Onofrio-Wood | 18 h 52 min 40 s |
| 16e     | 1989 | 1er | Mark Brotherton | 16 h 53 min 39 s | 10e | Ann Trason | 18 h 47 min 46 s |
| 17e     | 1990 | 1er | Thomas Johnson | 16 h 38 min 52 s | 10e | Ann Trason | 18 h 33 min 02 s |
| 18e     | 1991 | 1er | Thomas Johnson | 15 h 54 min 05 s | 9e | Ann Trason | 18 h 29 min 37 s |
| 19e     | 1992 | 1er | Tim Twietmeyer | 16 h 54 min 16 s | 3e | Ann Trason | 18 h 14 min 48 s |
| 20e     | 1993 | 1er | Thomas Johnson | 17 h 08 min 34 s | 3e | Ann Trason | 19 h 05 min 22 s |
| 21e     | 1994 | 1er | Tim Twietmeyer | 16 h 51 min 01 s | 2e | Ann Trason | 17 h 37 min 51 s |
| 22e     | 1995 | 1er | Tim Twietmeyer | 18 h 34 min 58 s | 2e | Ann Trason | 18 h 40 min 01 s |
| 23e     | 1996 | 1er | Tim Twietmeyer | 17 h 42 min 06 s | 3e | Ann Trason | 18 h 57 min 36 s |
| 24e     | 1997 | 1er | Mike Morton | 15 h 40 min 41 s | 8e | Ann Trason | 19 h 19 min 49 s |
| 25e     | 1998 | 1er | Tim Twietmeyer | 17 h 51 min 20 s | 4e | Ann Trason | 18 h 46 min 16 s |
| 26e     | 1999 | 1er | Scott Jurek | 17 h 34 min 22 s | 21e | Suzanne Brana | 21 h 23 min 39 s |
| 27e     | 2000 | 1er | Scott Jurek | 17 h 17 min 24 s | 11e | Ann Trason | 19 h 44 min 42 s |
| 28e     | 2001 | 1er | Scott Jurek | 16 h 38 min 30 s | 6e | Ann Trason | 18 h 33 min 34 s |
| 29e     | 2002 | 1er | Scott Jurek | 16 h 19 min 10 s | 6e | Ann Trason | 18 h 16 min 26 s |
| 30e     | 2003 | 1er | Scott Jurek | 16 h 01 min 18 s | 8e | Ann Trason | 18 h 36 min 03 s |
| 31e     | 2004 | 1er | Scott Jurek | 15 h 36 min 27 s | 10e | Nikki Kimball | 18 h 43 min 25 s |
| 32e     | 2005 | 1er | Scott Jurek | 16 h 40 min 45 s | 13e | Annette Bednosky | 18 h 39 min 01 s |
| 33e     | 2006 | 1er | Graham Cooper | 18 h 17 min 28 s | 3e | Nikki Kimball | 19 h 26 min 51 s |
| 34e     | 2007 | 1er | Hal Koerner | 16 h 12 min 16 s | 8e | Nikki Kimball | 18 h 12 min 38 s |
| 35e     | 2008 | édition annulée en raison d'une mauvaise qualité de l'air due à des incendies inhabituellement importants en Californie                | édition annulée en raison d'une mauvaise qualité de l'air due à des incendies inhabituellement importants en Californie                | édition annulée en raison d'une mauvaise qualité de l'air due à des incendies inhabituellement importants en Californie                | édition annulée en raison d'une mauvaise qualité de l'air due à des incendies inhabituellement importants en Californie                | édition annulée en raison d'une mauvaise qualité de l'air due à des incendies inhabituellement importants en Californie                | édition annulée en raison d'une mauvaise qualité de l'air due à des incendies inhabituellement importants en Californie                |
| 36e     | 2009 | 1er | Hal Koerner | 16 h 24 min 55 s | 9e | Anita Ortiz | 18 h 24 min 17 s |
| 37e     | 2010 | 1er | Geoff Roes | 15 h 07 min 04 s | 20e | Tracy Garneau | 19 h 01 min 55 s |
| 38e     | 2011 | 1er | Kílian Jornet | 15 h 34 min 24 s | 18e | Ellie Greenwood | 17 h 55 min 29 s |
| 39e     | 2012 | 1er | Timothy Olson | 14 h 46 min 44 s | 14e | Ellie Greenwood | 16 h 47 min 19 s |
| 40e     | 2013 | 1er | Timothy Olson | 15 h 17 min 27 s | 9e | Pam Smith | 18 h 37 min 21 s |
| 41e     | 2014 | 1er | Rob Krar | 14 h 53 min 22 s | 18e | Stephanie Howe | 18 h 01 min 42 s |
| 42e     | 2015 | 1er | Rob Krar | 14 h 48 min 59 s | 20e | Magdalena Boulet | 19 h 05 min 21 s |
| 43e     | 2016 | 1er | Andrew Miller | 15 h 39 min 36 s | 14e | Kaci Lickteig | 17 h 57 min 59 s |
| 44e     | 2017 | 1er | Ryan Sandes | 16 h 19 min 38 s | 15e | Cat Bradley | 19 h 31 min 31 s |
| 45e     | 2018 | 1er | Jim Walmsley | 14 h 30 min 04 s | 12e | Courtney Dauwalter | 17 h 27 min 00 s |
| 46e     | 2019 | 1er | Jim Walmsley | 14 h 09 min 28 s | 17e | Clare Gallagher | 17 h 23 min 25 s |
| -       | 2020 | édition annulée par les autorités américaines en raison de l'interdiction d'événements de masse, pour cause de pandémie de coronavirus | édition annulée par les autorités américaines en raison de l'interdiction d'événements de masse, pour cause de pandémie de coronavirus | édition annulée par les autorités américaines en raison de l'interdiction d'événements de masse, pour cause de pandémie de coronavirus | édition annulée par les autorités américaines en raison de l'interdiction d'événements de masse, pour cause de pandémie de coronavirus | édition annulée par les autorités américaines en raison de l'interdiction d'événements de masse, pour cause de pandémie de coronavirus | édition annulée par les autorités américaines en raison de l'interdiction d'événements de masse, pour cause de pandémie de coronavirus |
| 47e     | 2021 | 1er | Jim Walmsley | 14 h 46 min 01 s | 7e | Beth Pascall | 17 h 10 min 42 s |
| 48e     | 2022 | 1er | Adam Peterman | 15 h 13 min 48 s | 12e | Ruth Croft | 17 h 21 min 30 s |
| 49e     | 2023 | 1er | Tom Evans | 14 h 40 min 22 s | 6e | Courtney Dauwalter | 15 h 29 min 33 s |
| 50e     | 2024 | 1er | Jim Walmsley | 14 h 13 min 45 s | 13e | Katie Schide | 15 h 46 min 57 s |
| 51e     | 2025 | 1er | Caleb Olson | 14 h 11 min 25 s | 11e | Abby Hall | 16 h 37 min 16 s |

## Records

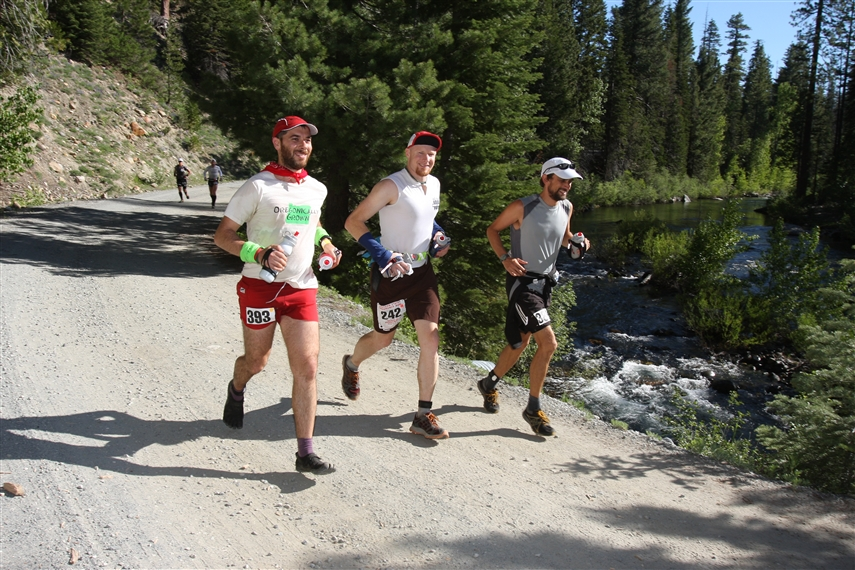
Coureurs de la WS100 en 2010

Les records ne sont pris en compte que depuis 1984. En effet, cette année-là, le parcours a changé et la distance a été fixée à 100,2 miles. Timothy Olson a été en 2012 le premier coureur sous la barre symbolique des 15 h avec un temps de 14 h 46 min 44 s. Depuis 2019, le record masculin est détenu par Jim Walmsley en 14 h 9 min 28 s.
Le record féminin est établi en 2023 par Courtney Dauwalter en 15 h 29 min 33 s, elle pulvérise l’ancien record détenu depuis 2012 par Ellie Greenwood en 16 h 47 min 19 s. Katie Schide s'en rapproche en 2024 avec 15 h 46 min 57 s.
Les éditions 2012 et 2019 ont été particulièrement propices aux records en raison des conditions météorologiques, avec des températures plus fraîches que les autres années.
Le record de victoires est détenu par Ann Trason qui a gagné quatorze fois entre 1989 et 2003. Chez les hommes c'est Scott Jurek qui détient ce record avec sept victoires consécutives de 1999 à 2005. D'autres athlètes ont remporté la course au moins trois fois dans leur catégorie, Tim Twietmeyer compte cinq victoires, Jim Walmsley a remporté quatre victoires, Jim King, Thomas Johnson, Bjorg Austrheim-Smith, Nikki Kimball ont remporté trois victoires. En 2006, Tim Twietmeyer a complété sa 25e course, toutes réalisées en moins de 24 heures. Il a été cinq fois vainqueur de la course et quinze fois dans le top 5.
En 2010, Amy Palmiero-Winters, amputée d'une jambe, devient la première personne avec un handicap à clore la course en 27 h 43 min 10 s. En 2016, Andrew Miller devient à 20 ans le plus jeune vainqueur de la Western States.